# Religioni in Asia

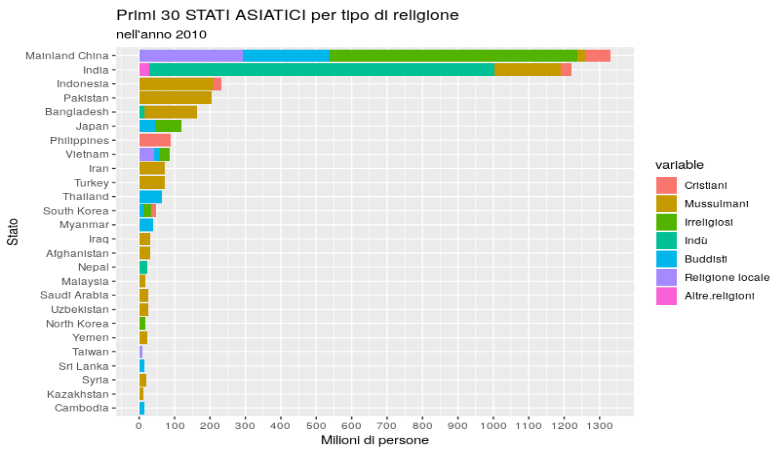
Fonte:The Global Religious Landscape: A Report on the Size and Distribution of the World's Major Religious Groups as of 2010 https://assets.pewresearch.org/wp-content/uploads/sites/11/2014/01/global-religion-full.pdf

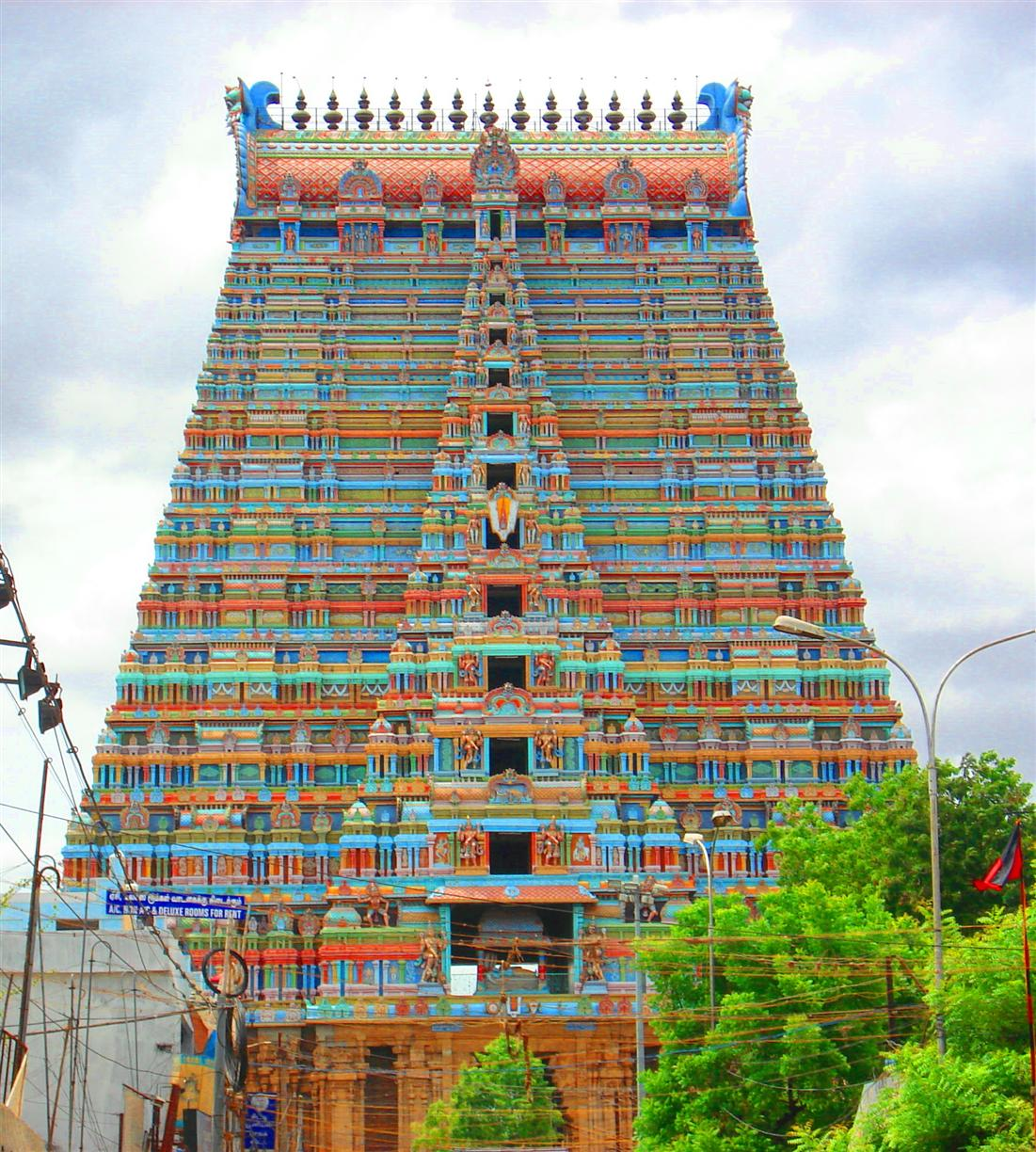
Gopura del Tempio di Sri Ranganathaswamy, un tempio indù in stile dravidico a Srirangam, Tamil Nadu.

L'Asia è il più grande e popoloso continente del pianeta, con una varietà di popoli diversi che riflette un'altrettanto grande varietà di differenti religioni; l'Asia è stato il luogo di nascita e di sviluppo della maggior parte delle grandi religioni mondiali, così come di moltissime altre credenze minori.

## Irreligiosità, ateismo, agnosticismo
In Cina il 59% della popolazione dichiara di non essere religiosa; tuttavia, questa percentuale può essere in realtà significativamente maggiore (fino all'80%) o molto minore (30%), in quanto la definizione cinese di religiosità, così come per le altre culture dell'Estremo oriente, è in parte diversa da quella occidentale. Alcuni definiscono la religione cinese esclusivamente come una pratica abitudinaria (che può pertanto esser eseguita per ragioni meramente culturali o tradizionali), mentre per altri è la credenza effettiva e consapevole che la propria fede li porterà alla salvezza post mortem e/o alla reincarnazione.
Altri dati statistici affermano inoltre che anche il 46% dei vietnamiti ed il 51% dei giapponesi non professano alcuna fede religiosa e si considerano agnostici, quando non completamente atei..

## Religioni abramitiche

### Ebraismo
L'Ebraismo è la religione attualmente predominante nello stato d'Israele, il quale ha una popolazione nominale ebraica di circa 7 milioni di abitanti; anche se poi la questione riguardante la distinzione tra identità specificamente religiosa, culturale ed etnica ebraica è molto complessa.

### Cristianesimo

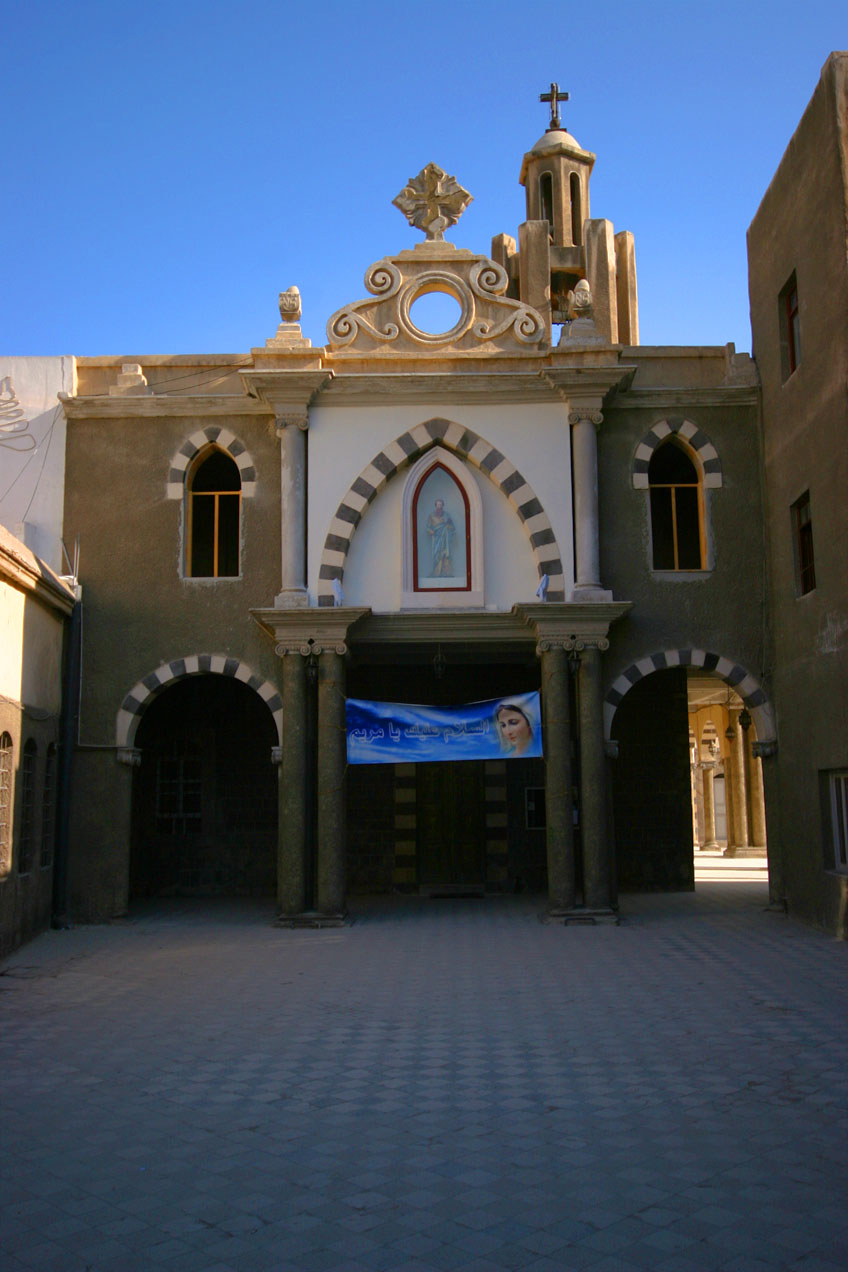
Chiesa cattolica a Damasco, in Siria.

In Asia il Cristianesimo rappresenta una religione minoritaria ma è diffusa in tutto il continente, con 6 paesi a prevalenza cristiana, cioè la Russia (con predominanza della Chiesa ortodossa russa), Cipro (con predominanza della Chiesa ortodossa greca), le Filippine (la terza nazione cattolica per numero al mondo), Timor Est, ed infine le due ex repubbliche sovietiche caucasiche di Armenia e Georgia.
La Corea del Sud ha la più ampia percentuale di protestanti di tutta l'Asia, i quali rappresentano il 18,3% dell'intera popolazione; mentre il cristianesimo nel suo complesso rappresenta il 29,2% dei sudcoreani, a fronte di un 54,5% che si autodefinisce credente e religioso.
Vi sono ampie comunità cristiane, principalmente costituite dalle Chiese ortodosse orientali, sia in Libano che in Siria, mentre più di 24 milioni sono i cristiani che vivono in India, concentrati soprattutto nelle zone nordorientali e meridionali del paese. Si trovano poi significativi gruppi cristiani anche in Cina (4%), in Malaysia (9%) e in Indonesia (9%).

### Fede Baha'i

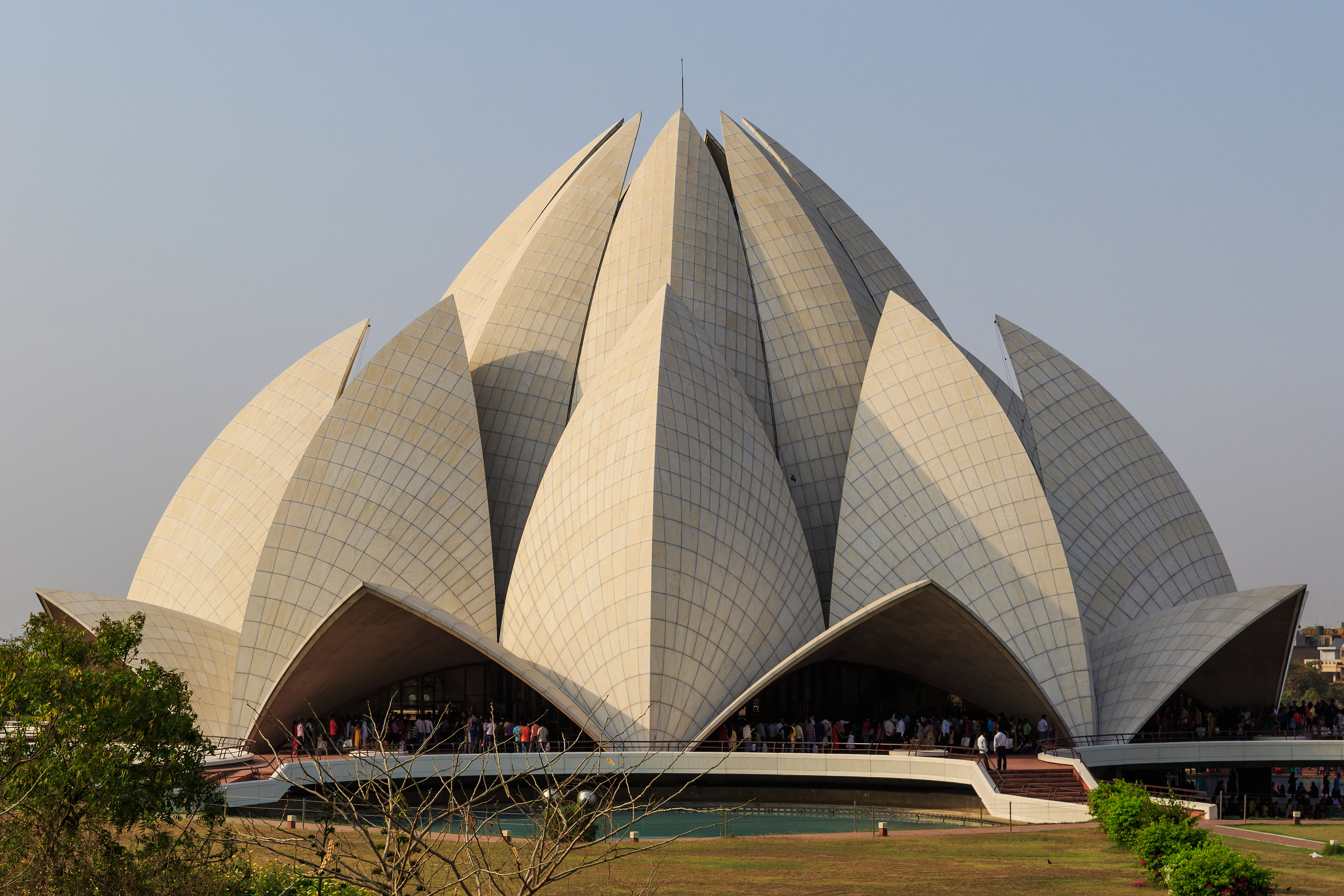
Veduta della cupola del Tempio del loto, il più celebre tempio bahai, situato a Delhi.

Anche la fede Baha'i è una religione abramitica, anche se molto differenziata rispetto ai tre grandi monoteismi mondiali. Fondato da Bahá'u'lláh (1817-1892) in quella che era allora la Persia (l'odierno Iran), il Bahaismo oggi ha il maggior numero di aderenti in India (con 1,7-2,2 milioni di fedeli): nella capitale indiana New Delhi si trova anche uno dei più grandi e famosi templi Baha'i, il cosiddetto Tempio del loto.
Ma un numero significativo di credenti si trovano anche in molti altri paesi, tra cui Vietnam e Malaysia, ove rappresentano suppergiù l'1% della popolazione (260.000 fedeli). In altri paesi dell'Asia centrale come il Kazakistan si trovano all'incirca 25 assemblee spirituali Baha'i locali.
Nel moderno Iran la religione bahaista è perseguitata; nel vicino Turkmenistan è di fatto proibita; le autorità avrebbero perquisito abitazioni di privati nel tentativo di eliminare dalla circolazione tutta la letteratura bahai..

## Religioni dell'Estremo oriente

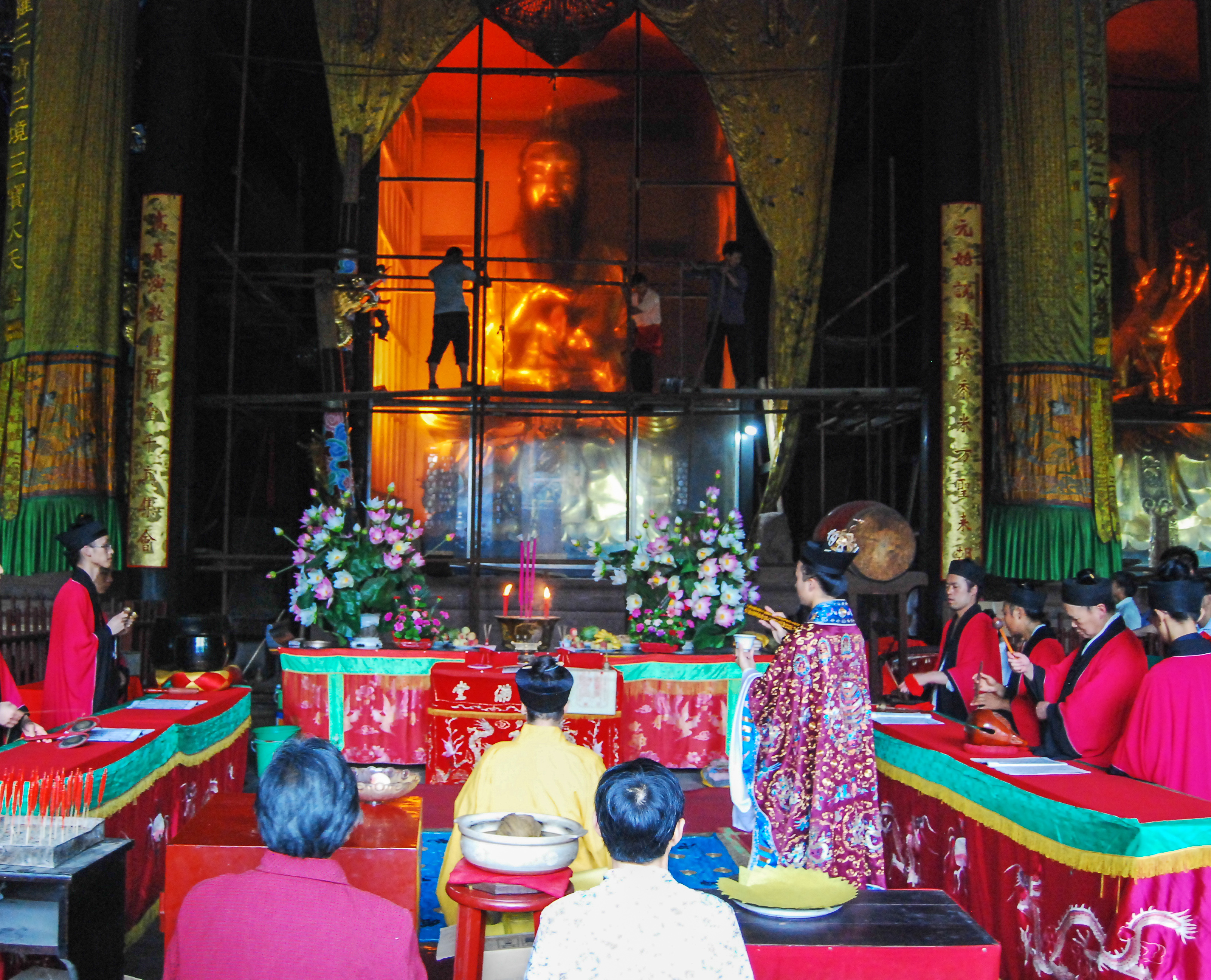
Rito taoista al Qingyanggong (Tempio dell'Ariete di Bronzo) a Chengdu, in Sichuan.

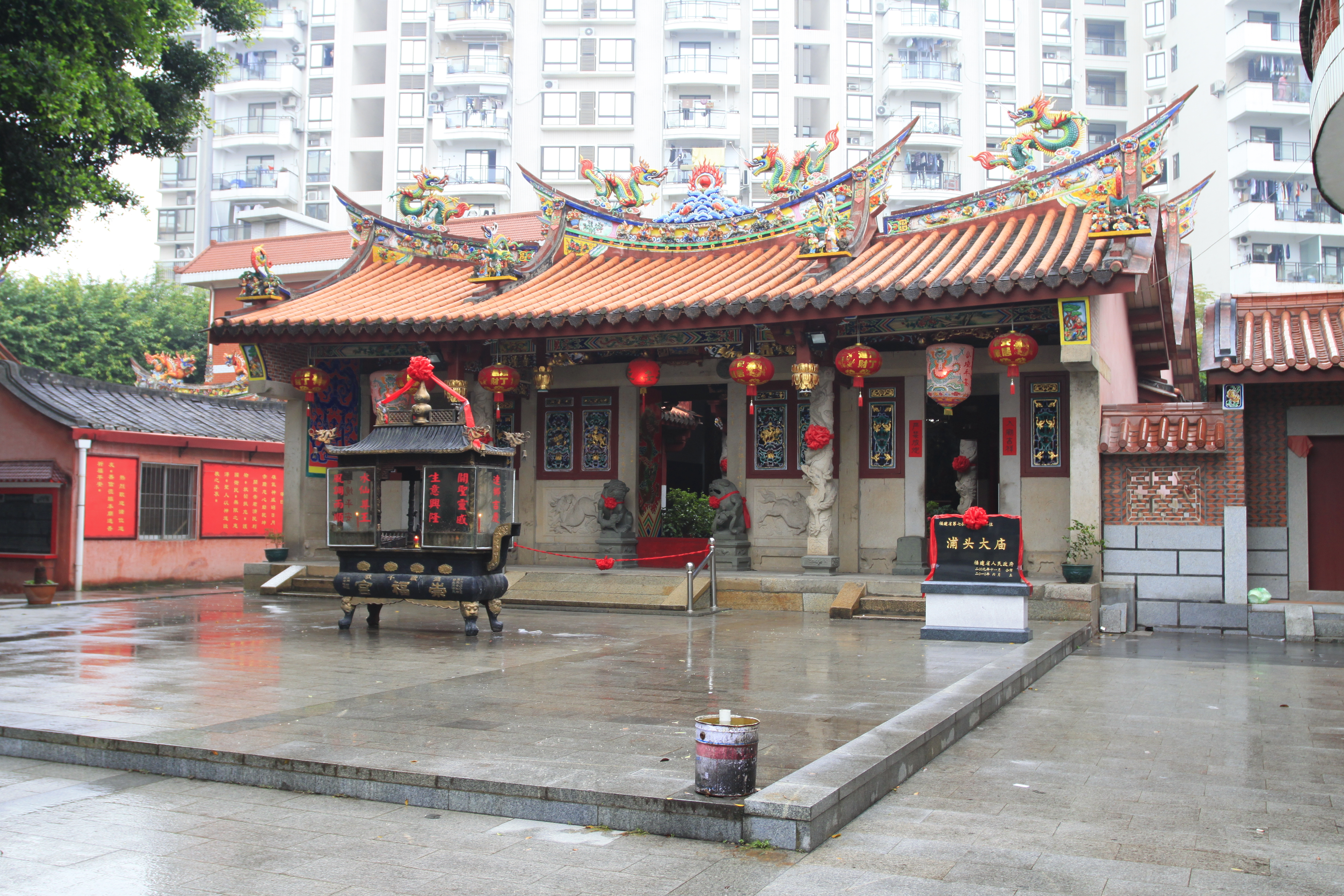
Tempio a una divinità locale a Zhangzhou, in Fujian.

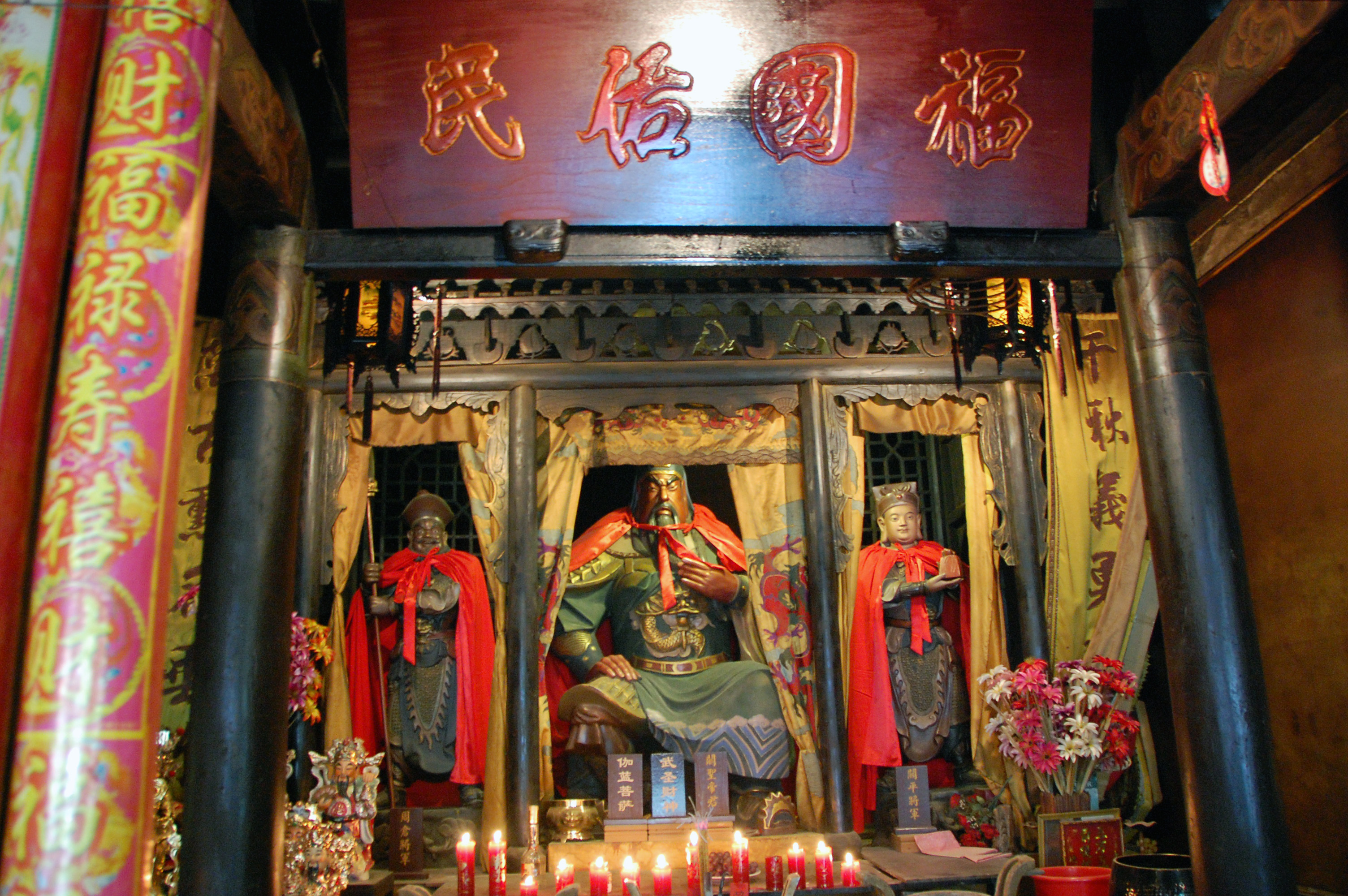
Altare al dio Guandi al Tempio di Guandi di Jinan, in Shandong.

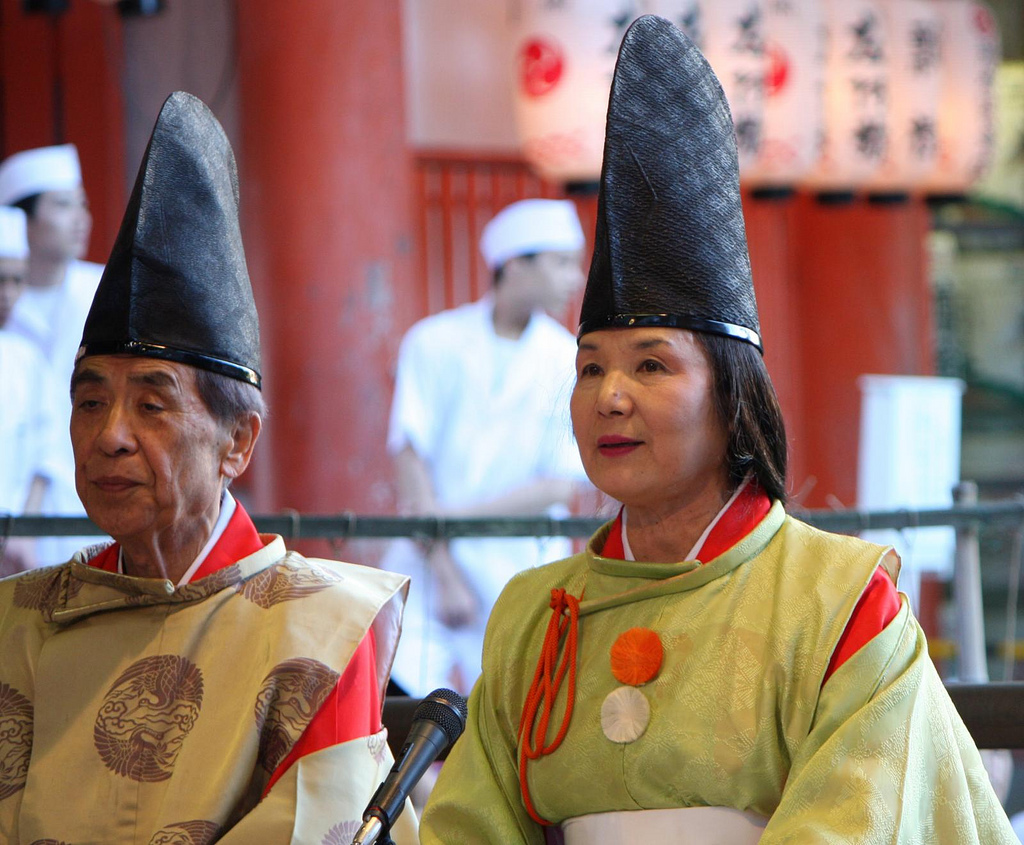
Sacerdote e sacerdotessa dello Shinto.

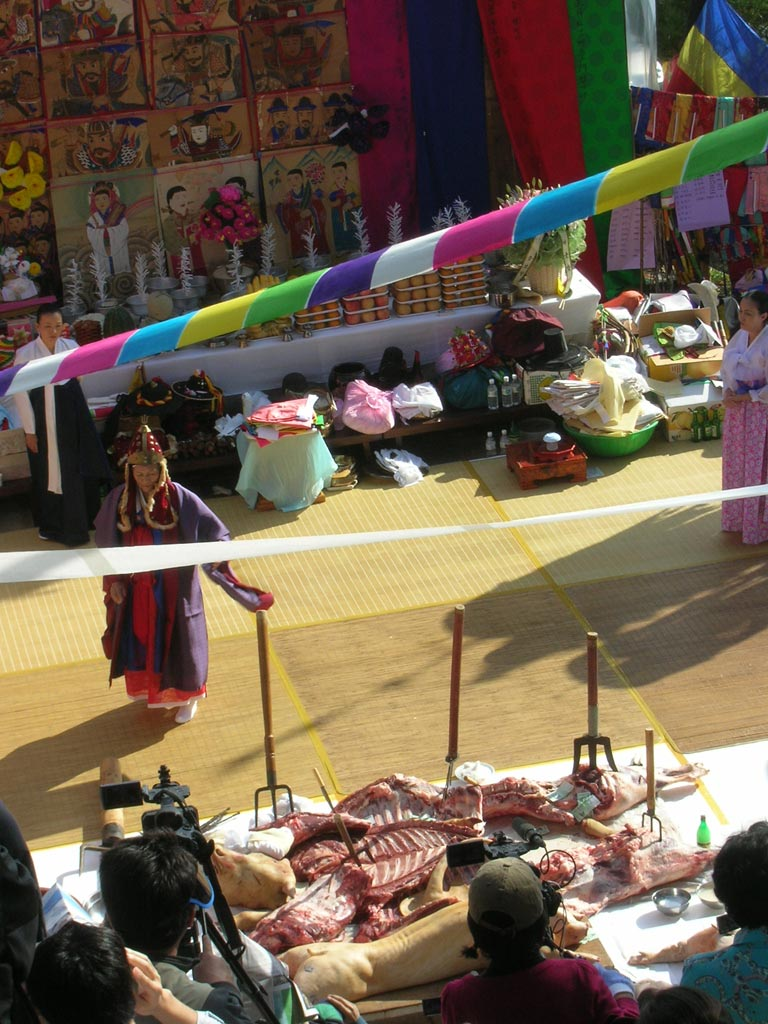
Rito sciamanico muista in Corea del Sud.

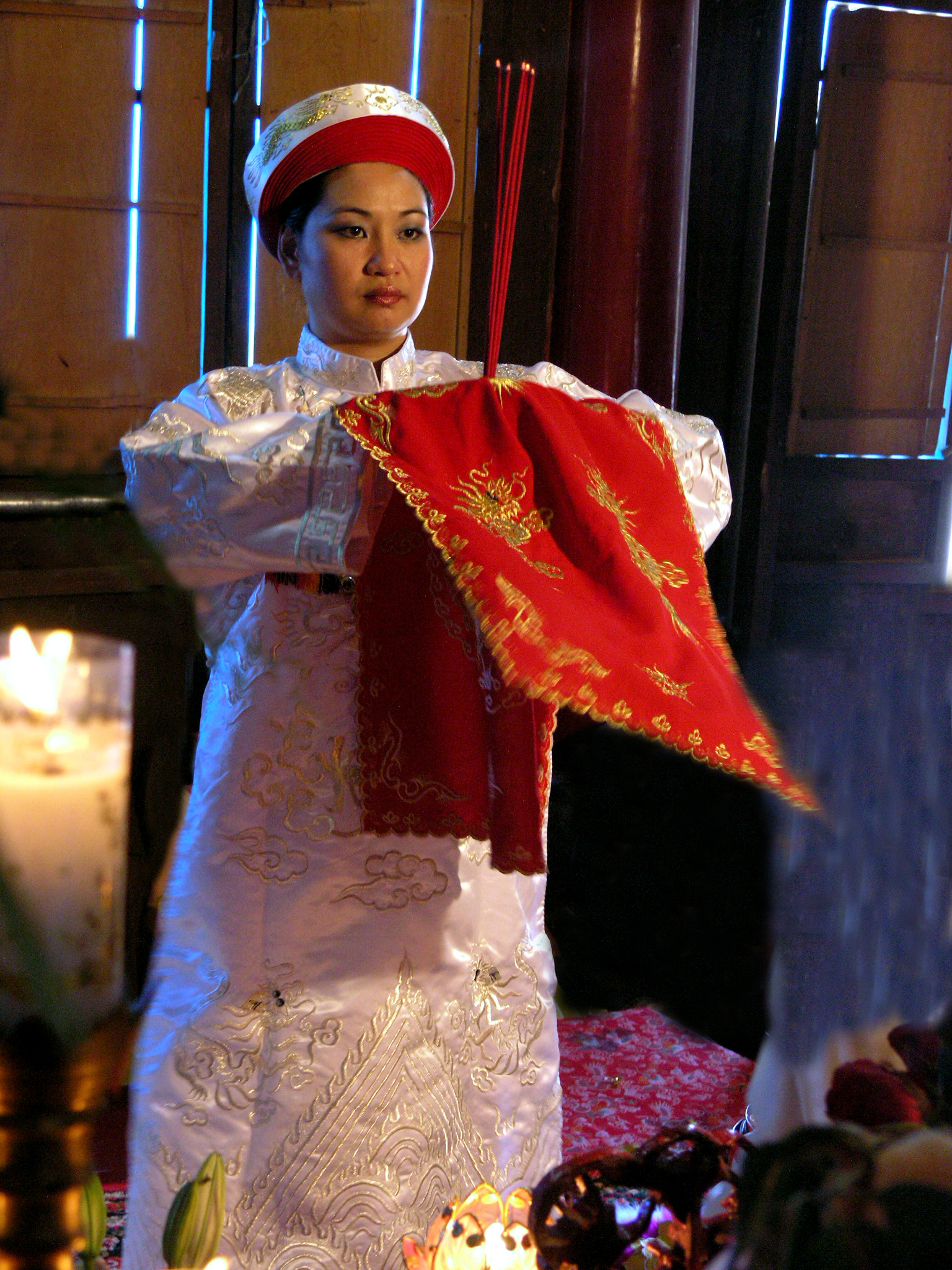
Sciamana del Dao Mau.

Le religioni dell'Asia orientale, note anche come religioni "taoiche" formano un sottoinsieme delle religioni orientali.

### Confucianesimo
A differenza di quanto si crede, il Confucianesimo non venne fondato da Confucio (551-479), ma rappresenta una filosofia più antica, precedente a Confuicio, chiamata "ruismo" (儒教T, RújiàoP), di cui Confucio rappresenterebbe però il più grande esponente e degno di venerazione. Il termine "Confucianesimo" venne creato a posteriori dai primi europei che vennero in contatto con la figura di Confucio, pensando erroneamente fosse il fondatore di questa dottrina vista la sua forte presenza nei testi classici cinesi.
Esso è un complesso sistema di prassi morale, di filosofia sociale, politica, e riflessioni religiose, ed ha avuto un'enorme influenza sulla cultura e la storia di tutta l'Asia orientale. La diaspora cinese, coreana, giapponese e vietnamita hanno contribuito in maniera considerevole a far conoscere il Confucianesimo anche nel resto del mondo. L'aspetto religioso del Confucianesimo si sovrappone con la cosiddetta religione popolare cinese, prescrivendo esso il culto degli antenati. Le dottrine confuciane sono insegnate in appositi "templi di Confucio" (dove si venera anche il maestro), scuole e accademie.

### Taoismo
Il Taoismo (o Daoismo) è una tradizione filosofica e religiosa che enfatizza il vivere in armonia con il Tao; il termine è strettamente associato in tal contesto con la dottrina di Ying e Yang, cioè buio e luce. La principale legge del taoismo è di creare un'armonia tra il tuo corpo e la natura, per ottenere pace, serenità e tranquillità per arrivare in "paradiso"
Laozi (VI-IV secolo a.C.) è tradizionalmente considerato il fondatore del Taoismo; anche se poi il fatto che egli sia o meno esistito realmente viene messo comunemente in discussione. L'opera a lui attribuita, il Daodejing (più noto come Tao Te Ching), viene datato alla fine del IV secolo a.C..
L'etica taoista può variare a seconda della scuola di appartenenza, ma in generale tende ad enfatizzare il wu wei (l'azione attraverso la non-azione), oltre alla naturalità, semplicità e spontaneità personale e ai Tre Tesori (compassione, moderazione e umiltà).
Il Taoismo è una religione etnica del popolo cinese, e in quanto tale non è mai stata esportata per via missionaria fuori dalla Cina; tuttavia ha esercitato una influenza enorme sulla vita intellettuale degli altri popoli dell'Asia orientale, arrivando a influenzare le forme di religione locale. Inoltre, le sue radici sciamaniche lo accomunano al pensiero degli altri popoli mongolici.

### Shenismo
Col termine "religione tradizionale cinese" o "Shenismo" (termine coniato negli anni Cinquanta) s'intende riunire e descrivere le tradizioni religiose etniche che hanno rappresentato il principale sistema di credenze tra i gruppi etnici della Cina, ma specialmente il popolo Han nel corso dei secoli fino a tutt'oggi: lo "Shenismo" comprende la mitologia cinese e prevede l'adorazione degli shen (神 shén, "divinità", "spiriti", "consapevolezze", "coscienze", "archetipi"), che può riferirsi complessivamente alle divinità del mondo naturale, le divinità dei clan (gli antenati divinizzati), quelle cittadine e/o nazionali, agli eroi culturali e ai semidei, ai draghi e agli antenati in generale. Il termine "Shenismo" è stato utilizzato per la prima volta nel 1955 dallo studioso A. J. A. Elliot.
A volte questa forma di religione viene associata al Taoismo, dal momento che, nel corso dei secoli, quando s'è trovato ad essere in una posizione istituzionale il Taoismo ha cercato d'assimilare o quantomeno amministrare le credenze e fedi locali di tipo naturalistico/popolare: più precisamente il Taoismo può essere considerato come una branca dello Shenismo, dal momento che esso uscì fuori da una commistione tra religione tradizionale e filosofia cinese.
Con circa 454 milioni di aderenti, corrispondente al 6,6% dell'intera popolazione mondiale, la religione tradizionale cinese è a tutt'oggi una delle maggiori tradizioni religiose del pianeta: in Cina più del 30% della popolazione aderisce allo Shenismo o al Taoismo.

### Shinto
Lo Shinto (via degli dèi), Scintoismo, oppure Kami-no-michi (adorazione dei Kami) è la fede religiosa di tipo naturalistico-sciamanico originatasi nelle isole dell'arcipelago giapponese; si tratta di un insieme di pratiche svolte per stabilire una connessione intima tra l'attuale Giappone ed il suo più antico passato: queste sono state registrate e codificate per la prima volta in documenti scritti del Kojiki e del Nihongi tra il VII e l'VIII secolo.
Eppure queste prime opere non si riferiscono ad un'unica religione chiamata Shinto, bensì piuttosto ad un insieme alquanto disorganizzato di folklore, storia del Giappone e mitologia giapponese. Oggi il termine "Shinto" si applica a tutti i santuari pubblici adattati per vari scopi, compresi il Santuario Yasukuni (memoriale di guerra), le feste del raccolto, vari monumenti storico-leggendari nonché varie organizzazioni settarie.

### Muismo
"Muismo" (Mugyo - religione dei Mu), a volte detta "Sinismo" (da Shingyo - religione degli dèi) comprende una varietà di credenze e pratiche di religiosità autoctona dei Coreani. In Corea del Sud il termine più utilizzato è "Muismo" e lo sciamano è conosciuto come "mudang" (무당, 巫堂): il ruolo della sciamana (nella maggioranza dei casi è difatti una donna), è quello d'agire come intermediario tra una qualche entità spirituale e gli esseri umani.
Queste donne vengono assoldate da chi ricerca un qualche aiuto dal mondo degli spiriti; viene allora compiuta tutta una serie di rituali - con offerte date agli esseri sovrannaturali - al fine d'ottenerne in cambio la buona fortuna per il richiedente, la guarigione dalla malattie, ma anche per esorcizzare quegli spiriti negativi o cattivi che si aggrappano ai vivi ed infine anche per propiziarsi gli dèi locali dei villaggi.
Si ricerca il servizio sciamanico anche per guidare lo spirito errabondo di una persona da poco deceduta verso i regni superiori. Ad oggi questa forma di fede rappresenta una minoranza, anche se negli ultimi anni ha visto una rinascita nel numero di adepti.

### Đạo Mẫu
Il Đạo Mẫu ("religione delle dee madri", cinese: 道母) è una religione indigena del Vietnam, amministrata da sacerdotesse-sciamane e consistente in particolare, come da nome, nel culto ad alcune dee madri della tradizione vietnamita. Come movimento moderno si è originato nel Vietnam del Nord, guadagnandosi un certo appoggio da parte del governo comunista che poi avrebbe inglobato anche il Vietnam del Sud, tanto che dopo averlo ufficialmente legalizzato nel 1987 ne ha supportato la diffusione a partire dagli anni Novanta.

## Religioni dharmiche

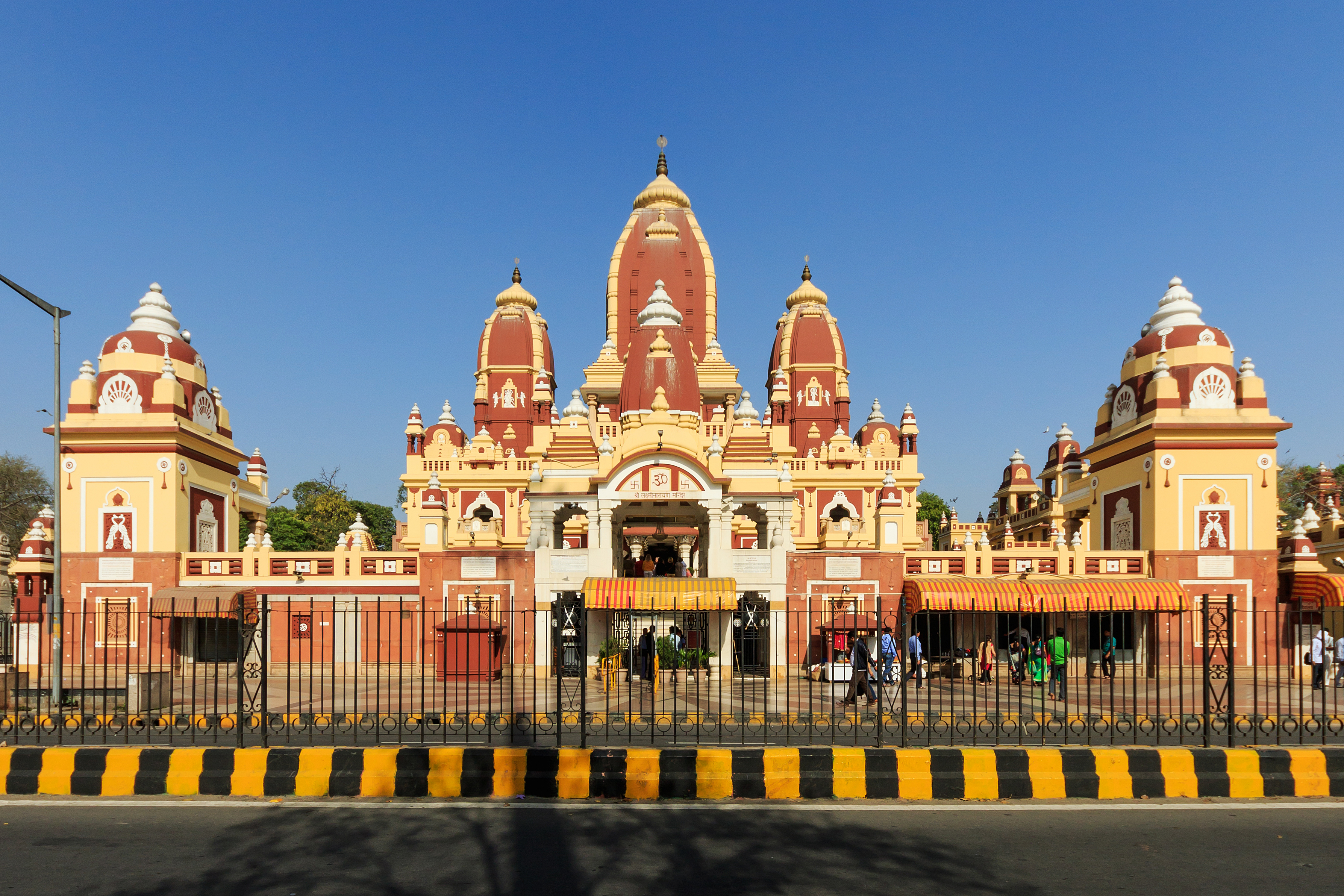
Tempio di Laxminarayan a Delhi.

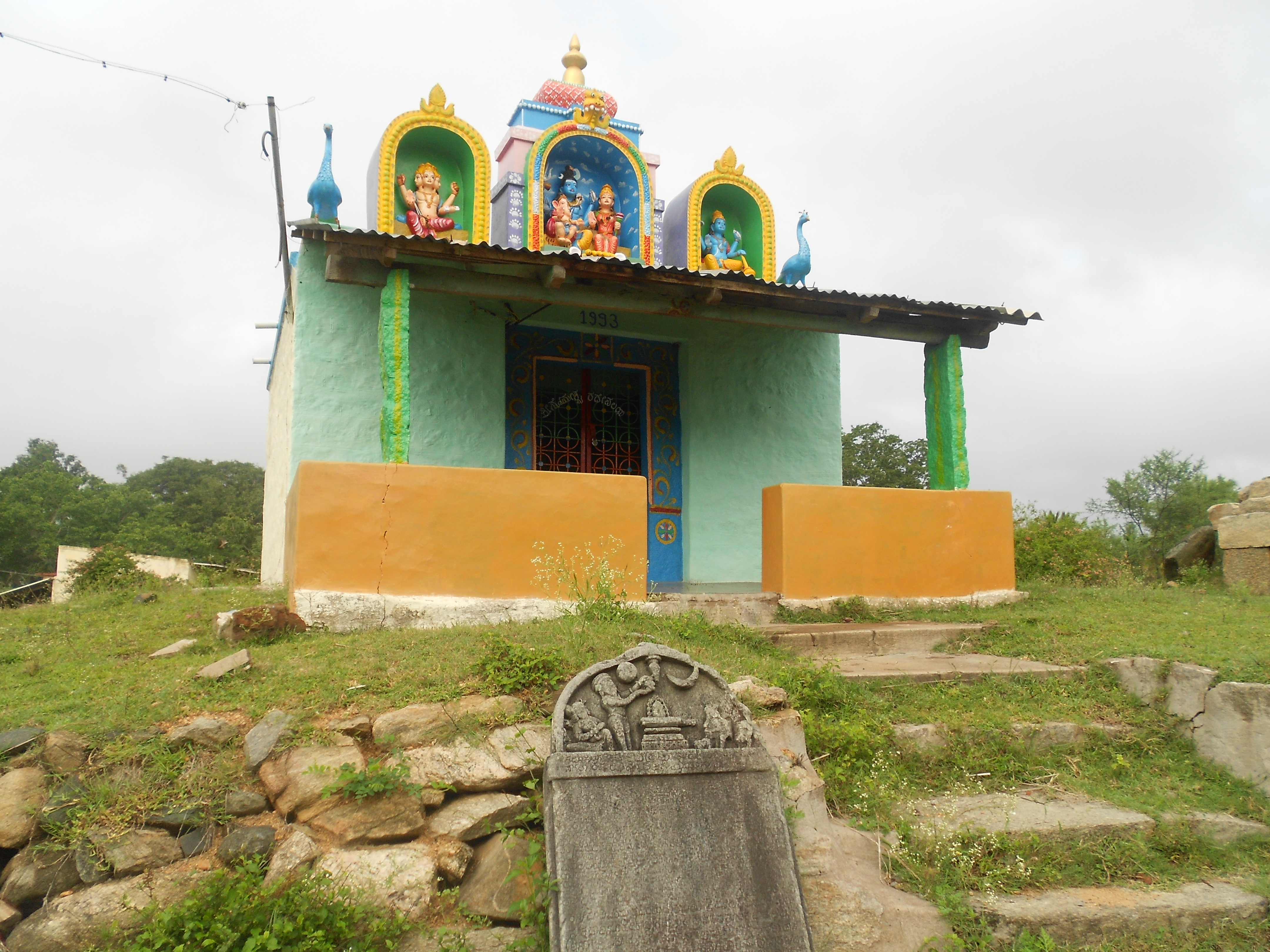
Tempietto di Krishna in Karnataka.

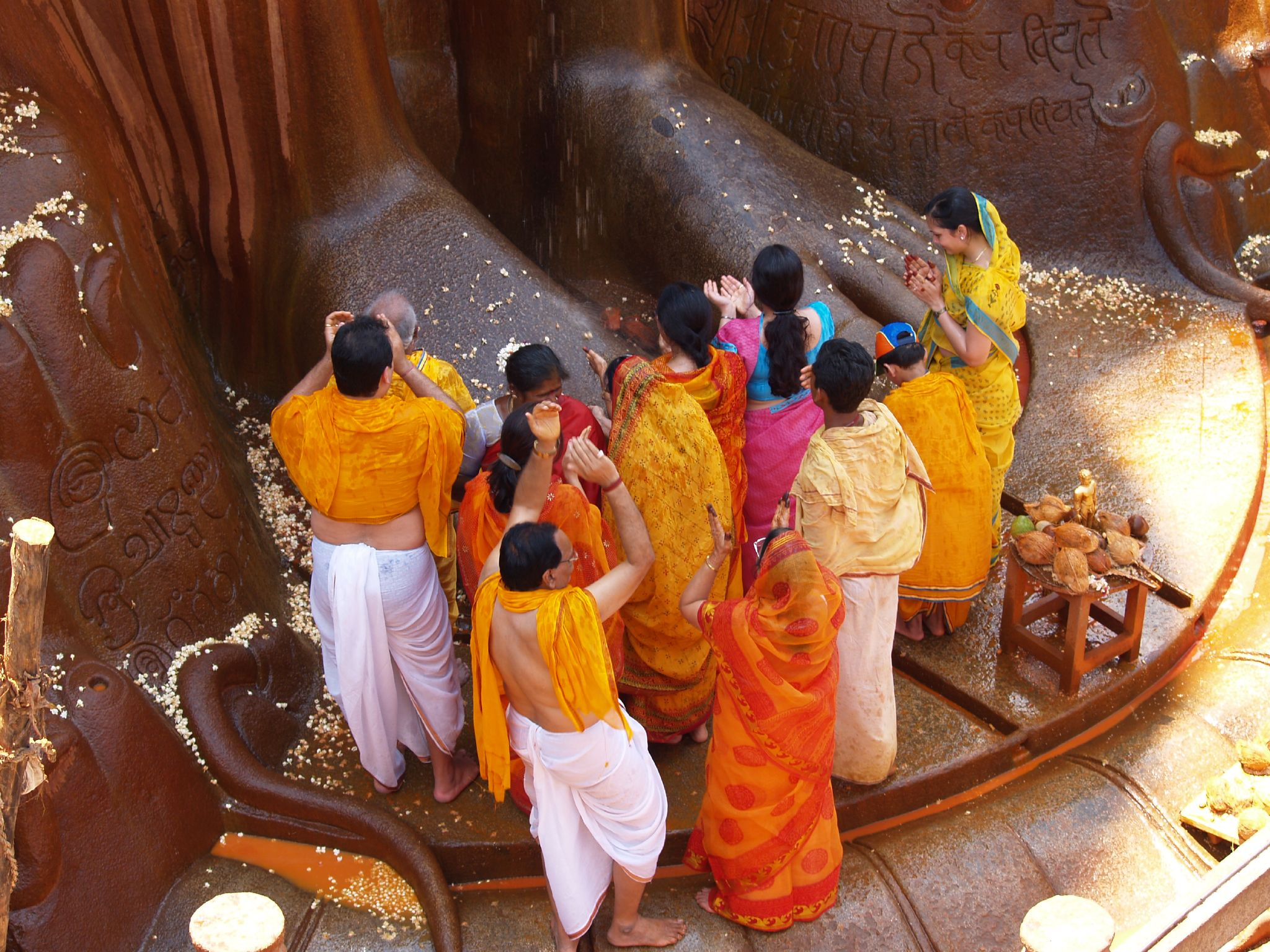
Fedeli jain in adorazione al Gomateshwara.

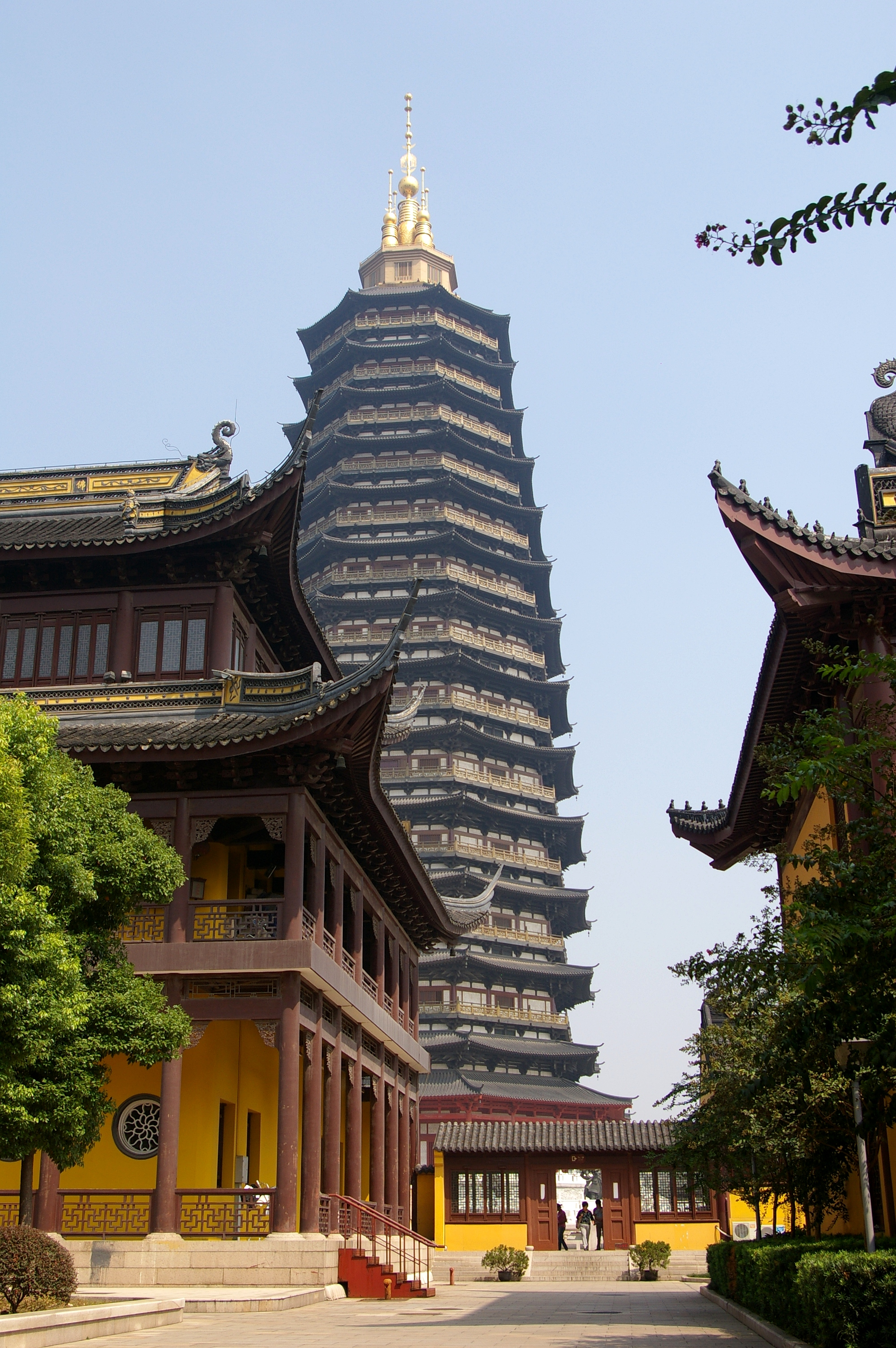
Edifici del Tempio di Tianning e la sua pagoda, la pagoda più alta del mondo nonché struttura in legno più alta del mondo inaugurata nel 2007, a Changzhou, in Jiangsu, in Cina.

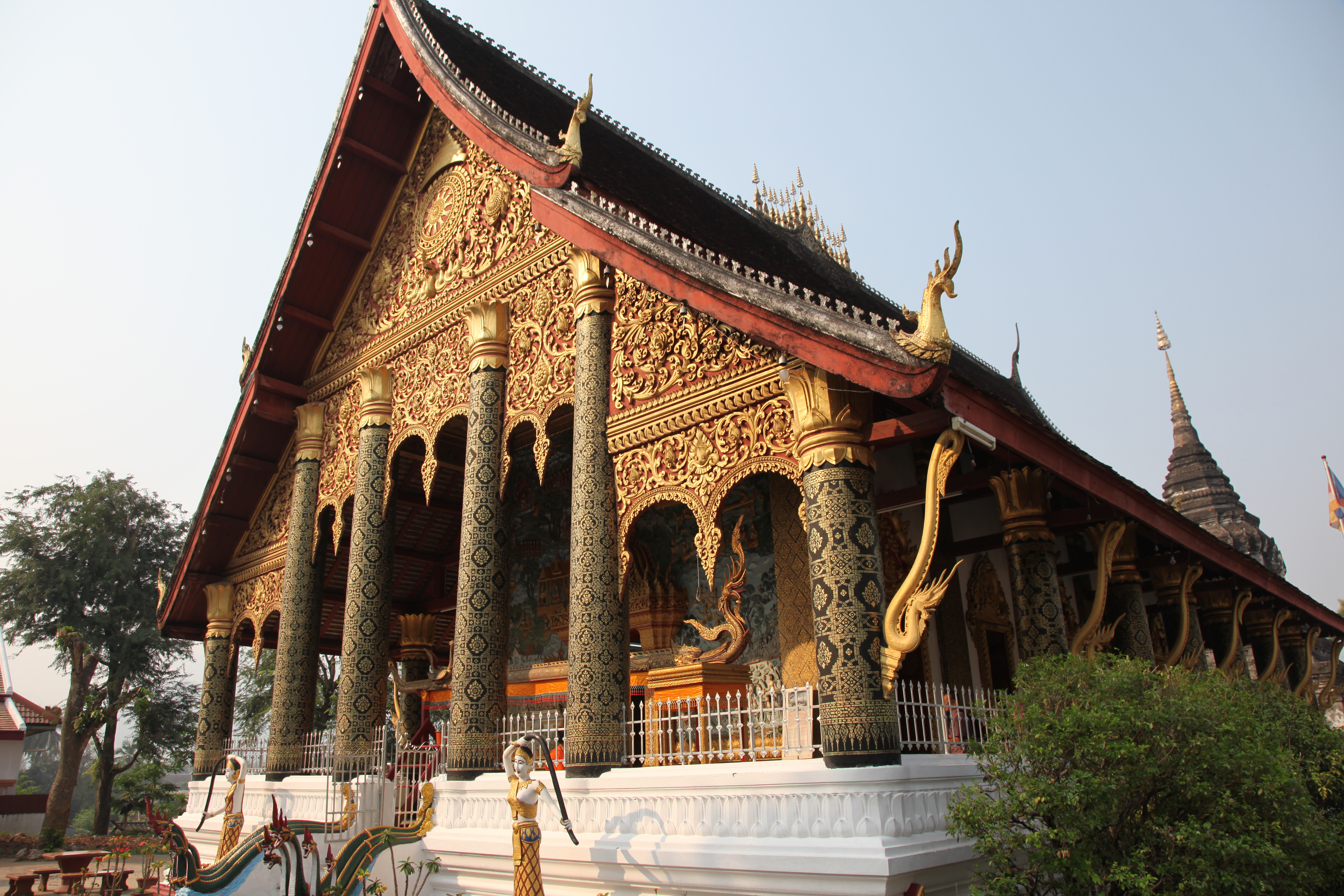
Un tempio buddhista laotiano.

Le religioni indiane sono quelle predominanti e più antiche dell'Asia; la loro origine è situata nell'Asia meridionale, ma il Buddhismo si è diffuso anche in Asia orientale e settentrionale e nel Sudest asiatico. Tutte queste fedi hanno in comune in particolare i concetti di Dharma, karma e reincarnazione.

### Induismo
L'Induismo è la seconda religione dell'Asia, con circa un miliardo di seguaci; rappresenta la forma mentis della maggioranza della popolazione dell'India, un modo di vivere che si basa sulla comprensione dei principi dei Veda e delle Upanishad, testi nei quali è rivelata la conoscenza divina: molti rishi o veggenti dei tempi antichi sono stati risvegliati da verità eterne trascendentali codificate nei Veda. Questi si sono man mano resi sempre più conto che la loro autentica/vera natura non è collegata o intersecata al "corpo e mente" (namarupa) né è dipendente dalla comune percezione operante tramite gli organi di senso, ma è bensì identica ed equivalente alla coscienza universale.
L'Induismo è la religione di maggioranza in India e Nepal, con significative minoranze presenti in Bhutan, alle Figi, Indonesia, Malaysia, Bangladesh, Pakistan, Singapore e Sri Lanka: prima dell'arrivo del Buddhismo e dell'Islam, lo Shivaismo (una delle religioni indù) era la fede più praticata in tutta l'Asia centrale, l'Asia meridionale e il Sudest asiatico.
L'Induismo può essere suddiviso in una serie d'importanti correnti, caratterizzate dall'enfasi su una specifica divinità o dottrine sistematiche: si ha così il Vishnuismo (che considera Visnù quale divinità suprema), lo Shivaismo (che riconosce Shiva quale dio assoluto), lo Shaktismo (contraddistinto dall'adorazione della Grande Madre-Mahā Devī ed il cui nome deriva da Shakti-Energia personificata) ed infine lo Smartismo (che grossomodo è equivalente all'Advaita Vedānta).
La stragrande maggioranza degli indù odierni possono essere classificati sotto uno di questi quattro gruppi, anche se vi sono poi molti altri sottoinsiemi che in parte si vengono a sovrapporre tra loro.
L'Induismo è di fatto la forma di religione più antica del mondo ancor oggi esistente e la sua tradizione precede la stessa storia registrata per affondare le proprie radici nel Vedismo e nella civiltà della Valle dell'Indo: non possiede un singolo fondatore, ma è un insieme eterogeneo di tradizioni, pratiche e lignaggi. Sia il Jainismo che il Buddhismo, e in seguito il Sikhismo, emersero in India dalle stesse fondamenta dell'Induismo.

### Giainismo
Il Jainismo è una delle più antiche religioni indiane, i suoi praticanti si trovano principalmente in India ma sono sempre più presenti anche in altri paesi.. Il pensiero jain ha significativamente influenzato la sfera etica, ma ha anche dato un notevole contributo a quella politica ed economica indiana.
I jainisti hanno un'antica tradizione culturale e di studio, possedendo il più alto grado di alfabetizzazione fra tutte le comunità religiose presenti in India; le loro librerie sono tra le più antiche del paese. Tradizionalmente la loro fede si è sempre concentrata e limitata all'interno del Subcontinente indiano e all'Asia occidentale; storicamente si basa sugli insegnamenti di Mahavira e degli alti 23 precedenti Tirthamkara.

### Buddhismo
La pratica di fede buddhista rappresenta la quarta più grande religione mondiale e la terza maggiore in Asia; è predominante in Bhutan, Sri Lanka, Birmania, Cambogia, Laos, Thailandia, Singapore, Tibet e Mongolia. Vi aderiscono ampi segmenti delle popolazioni di Cina (18%), Vietnam (16%), Giappone (30%) e Corea del Sud (22%), Paesi dei quali ha influenzato storicamente la cultura; è inoltre presente come significativa minoranza in India, Indonesia, Malaysia, Nepal, Filippine e Russia (maggioritario nelle nazioni mongoliche di Calmucchia, Buriazia e Tuva).
Fondato dal principe Siddharta Gautama, conosciuto anche come il Buddha, prima dell'avvento dell'Islam il Buddhismo era una delle religioni più ampiamente praticate in tutta l'Asia centrale, la penisola malese e l'arcipelago indonesiano. Si suddivide principalmente in Buddhismo Theravāda (presente soprattutto nel Sudest asiatico), Buddhismo Mahāyāna (in Asia orientale) e Buddhismo Vajrayāna (Tibet, Mongolia e Russia).

### Lingayatismo
Il Lingayatismo è una setta indipendente dello Shivaismo fondata dal filosofo Basava nel XII secolo ed oggi presente soprattutto nello stato federato indiano del Karnataka; i suoi seguaci adorano il dio Shiva nella forma di Linga-iṣṭaliṅgā. Essi non seguono il sistema della suddivisione castale della tradizione indù.

### Sikhismo
Il Sikhismo è la quinta più grande religione al mondo, ed una di quelle a maggior e costante crescita. Si tratta di una fede monoteista fondata dal Nanak nel XV secolo; è professata maggiormente ed ha le sue radici in Panjab, il cui territorio è attualmente suddiviso tra India e Pakistan.
La parola "sikh", che descrive i fedeli, deriva dalla radice sanscrita sisya che significa "allievo-discepolo", o siksa che vuol dire "insegnamento". Il Sikhismo è la terza più grande religione in India col 3% della popolazione totale che si professa tale: vi sono poi ampie comunità sikh espatriate in altri Stati dell'Asia, nonché in Occidente.

## Religioni iraniche

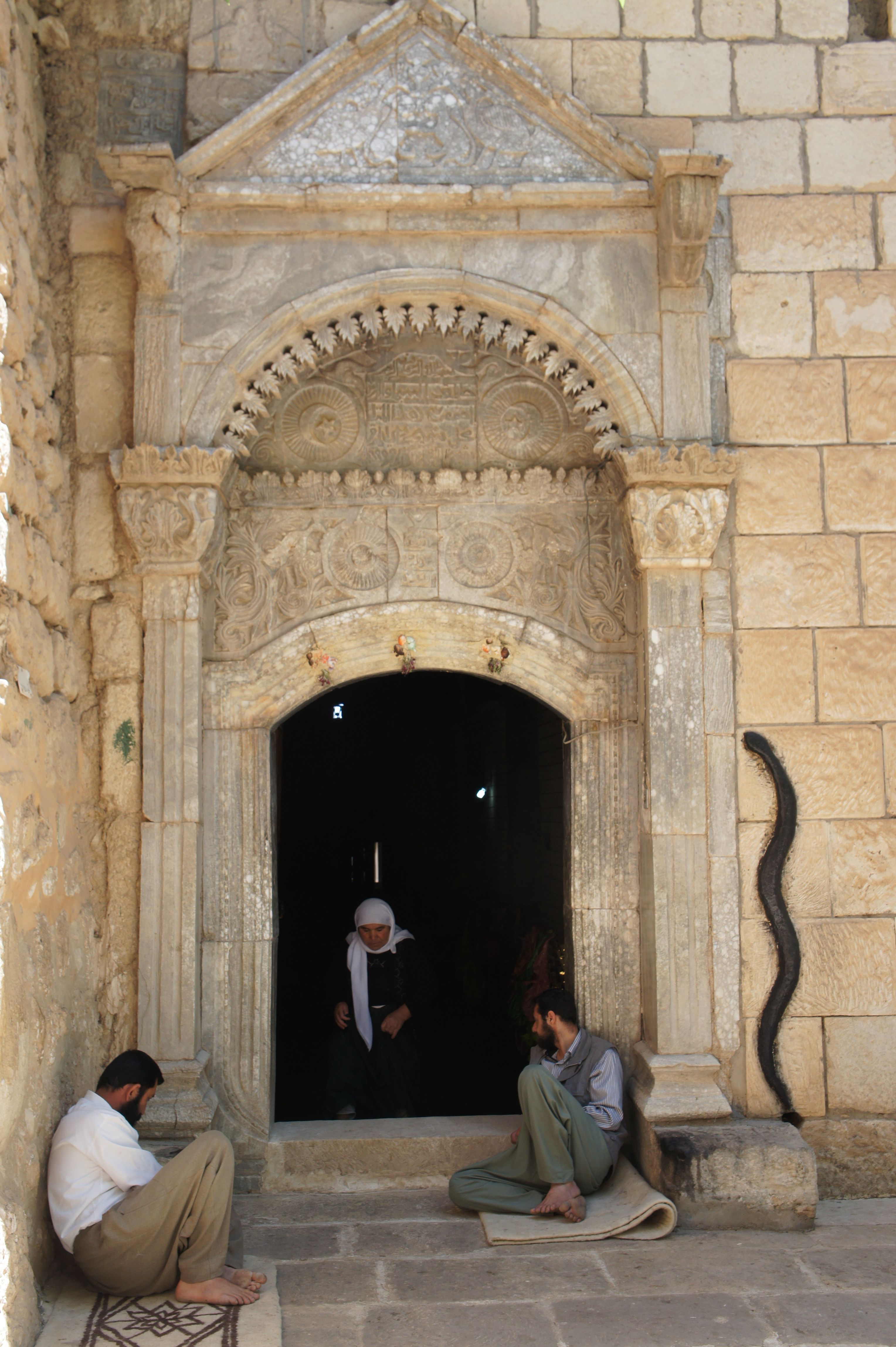
Ingresso a santuari yazidi a Lalish.

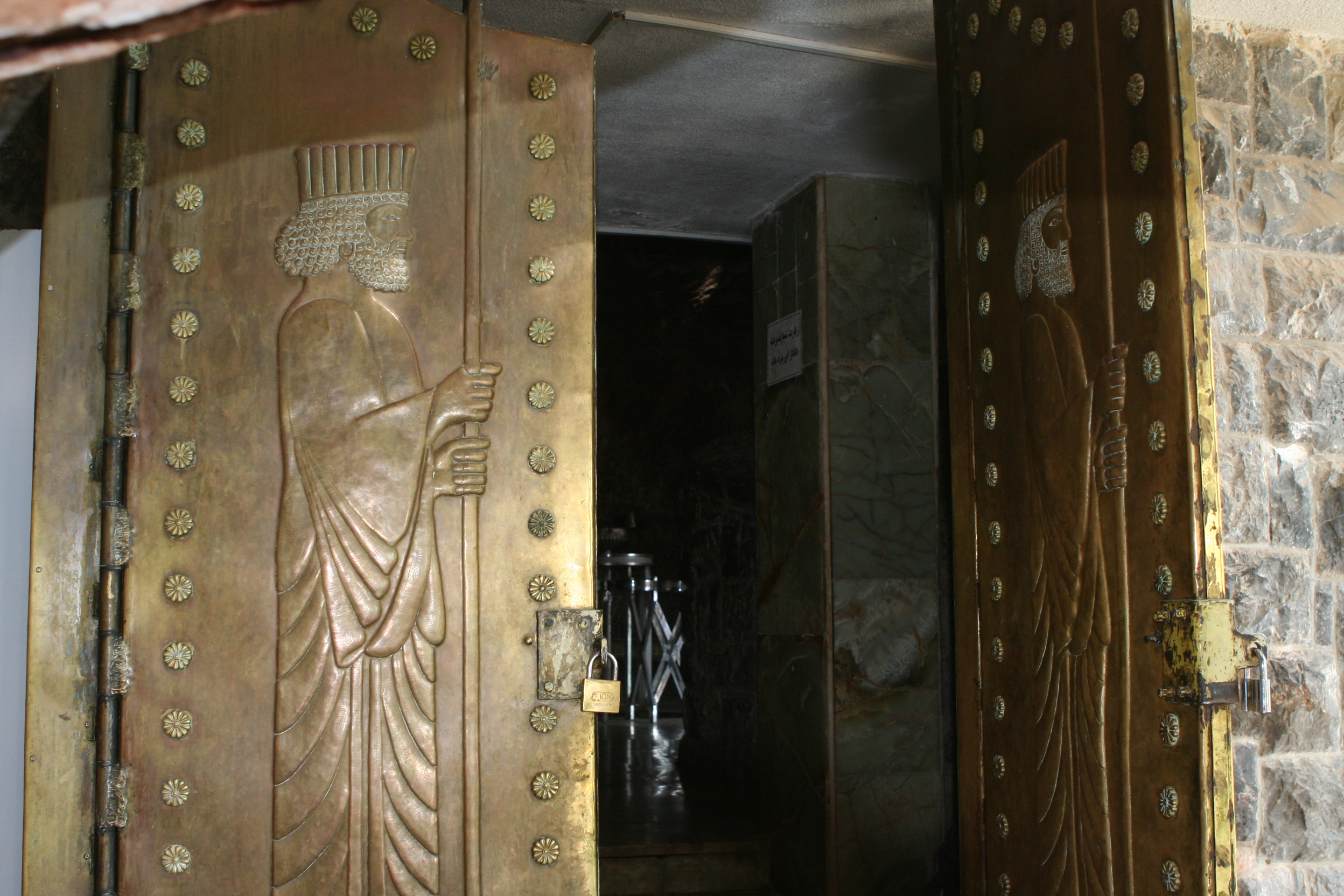
Ingresso al tempio zoroastriano di Yazd, in Iran.

### Yazdanesimo
Lo Yazdanesimo è un insieme di religioni etniche del popolo dei Curdi, comprendente lo Yazidismo, il Chinarismo o Ishikismo (distaccatosi dall'Alevismo) e lo Yarsanesimo.

### Zoroastrismo
Lo Zoroastrismo, anche Mazdeismo o Mazdaismo, era un tempo la religione di Stato dell'antico impero persiano, oggi si riduce invece ad essere una minoranza presente per lo più in India e Iran. Viene venerato un unico dio (questa religione rappresenta difatti un monoteismo) chiamato Ahura Mazdā. La religione zoroastriana fu fondata dal profeta Zoroastro (noto anche come Zarahustra nei testi sacri detti Avestā).
Lo Zoroastrismo ha in seguito generato anche il Manicheismo e il Mazdakismo. Il creatore Ahura Mazda rappresenta qui la totalità del Bene ed il Male non può quindi provenire da lui, vi è pertanto una fonte distinta a rappresentare il negativo-Druj che cerca continuamente di distruggere la buona creazione-Asha.
Mazda non è immanente al mondo e la sua opera si riverbera negli Ameša Spenta (i Sei Spiriti) oltre che nella miriade di altri Yazata-buoni e degni di venerazione, per mezzo dei qual le opere di Dio sono evidenti per l'intera umanità.
Dopo esser stato sempre più emarginato dall'Islam in Iran a partire dal VII secolo, parte dei pochi seguaci rimasti emigrarono verso il territorio indiano, ove oggi son conosciuti col nome di Parsi, gli adoratori del fuoco che lasciano divorare i propri morti dagli avvoltoi. Anche in Iran si conserva una esigua minoranza zoroastriana.

## Altre religioni

### Ceondoismo
Il Ceondoismo è una nuova religione etnica coreana monoteistica, fondata nel XIX secolo e basata su principi confuciani commistionati a credenze originarie dello sciamanesimo locale codificate in una dottrina sistematica. Il 13% della popolazione nord-coreana aderisce a questa religione, la sola a godere di un limitato supporto governativo.

### Caodaismo

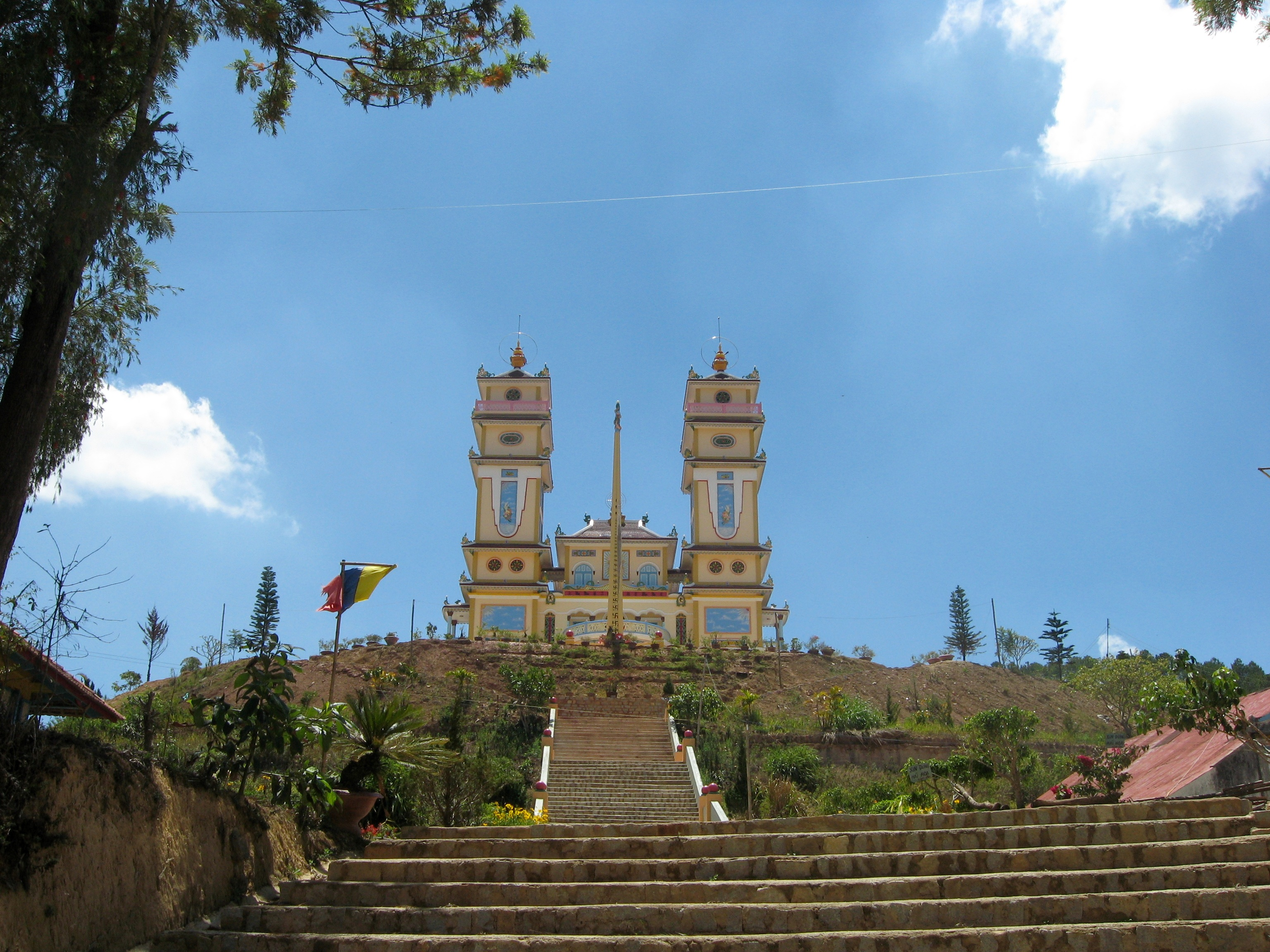
Tempio caodaista a Da Lat, Vietnam.

Il Caodaismo è una religione monoteistica fondata nell'Indocina francese nel 1926. Attualmente ha 3,2 milioni di seguaci e 1300 templi, anche se le autorità religiose sostengono che i seguaci siano 6 milioni (7% della popolazione del Paese). È caratterizzato da una prospettiva escatologica millenaristica e una organizzazione modellata su quella della Chiesa Cattolica.
A partire dal 1930 il movimento caodaista si diffuse largamente nella Cocincina francese, tanto che nel 1975 il 20-25% della popolazione del Vietnam del Sud s'era convertito alla nuova religione. Successivamente il Caodaismo venne proibito dal nuovo governo comunista del Vietnam e tutti i templi furono chiusi. È nuovamente legale dagli anni Novanta.

### Tengrismo
Il Tengrismo è la religione di alcune popolazioni turche caratterizzata da sciamanesimo, animismo, totemismo.

### Religione dei Kalash
La popolazione indoeuropea dei Kalash, che attualmente risiede nel Pakistan nord-occidentale ai confini con l'Afghanistan, ha una particolare fede religiosa di tipo pagano affine alle antiche religioni d'Europa e all'Induismo, con peculiarità collegate all'uso ritualistico del vino.

### Sanamahismo
"Sanamahismo" è il termine coniato per identificare la rinascenza istituzionalizzata contemporanea della religione indigena dei Meitei e di altri popoli del Manipur, uno stato della parte nord-orientale dell'India. Prevede il culto a un Dio in triplice forma, Sanamahi. Vi sono sporadici conflitti tra i suoi seguaci e gli indù..

### Xiantiandao
Lo Xiantiandao (Xiāntiān Dào 先天道), "Via del Cielo Immortale", è un insieme di movimenti religiosi presenti nel mondo cinese, originatisi da un unico gruppo noto come "religione del Loto Bianco" (Báiliánjiào 白蓮教) emerso per la prima volta sotto la Dinastia Yuan (1271-1368). La matrice di queste dottrine è gnostica e sono contraddistinte da una prospettiva escatologica millenaristica, anche se le divinità venerate e gli aspetti estetico-culturali sono assimilati dal Buddismo e dalla religione tradizionale cinese. Il Loto Bianco ebbe influenza nella storia cinese come matrice di movimenti di ribellione fomentati dalle dottrine millenaristiche, e per questo proibita dalle autorità imperiali. Circa il 7.6% della popolazione di Taiwan aderisce ad alcune di queste religioni, dove sono state legalizzate nel 1987, mentre in Cina restano ufficialmente religioni proscritte.